# Cine de Egipto
El cine de Egipto se refiere a la industria cinematográfica con sede en El Cairo, la capital de Egipto. Desde 1976, El Cairo ha celebrado el Festival Internacional de Cine de El Cairo, que ha sido acreditado por la Federación Internacional de Asociaciones de Productores Cinematográficos. También hay otro festival celebrado en Alejandría. 
De las más de 4,000 películas cortas y largometrajes realizadas en la región de MENA desde 1908, más de las tres cuartas partes fueron películas egipcias. Egipto es el país más productivo de Medio Oriente en el campo de la producción cinematográfica, y el que tiene el sistema de medios más desarrollado. Así a partir de 1945, cuando se empieza a sobrepasar la docena de películas por año, la media oscila entre 50 y 60 al año.

## Historia

### Inicios

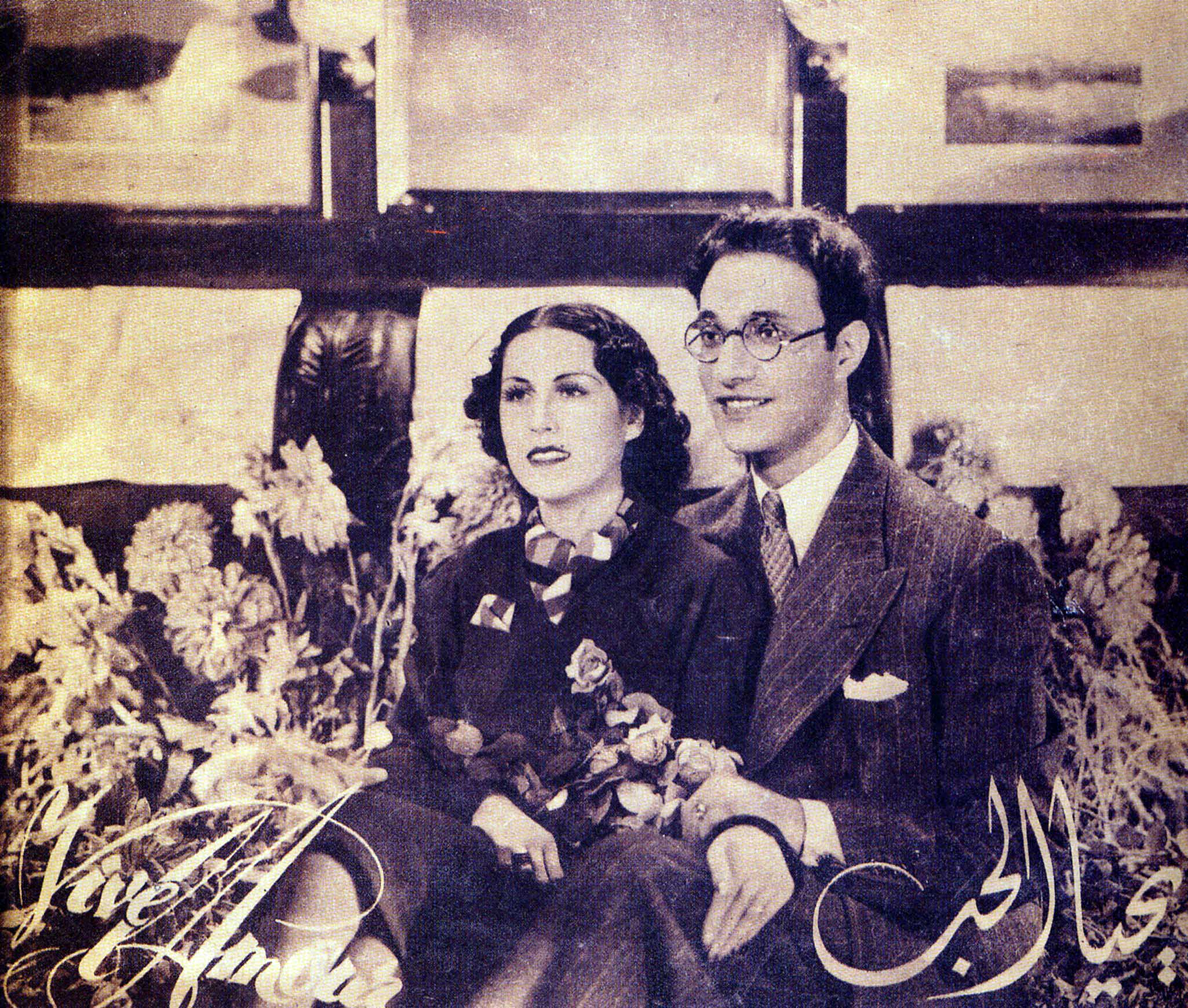
Cartel para la película egipcia Yahya el hub (1938).

Los historiadores no están de acuerdo en determinar el comienzo del cine en Egipto, hay quienes dijeron que a partir de 1896 con la primera película vista en Egipto, mientras que otros pensaron que el comienzo del cine en el 20 de junio de 1907 con un corto documental sobre la visita de Khedive Abbas Hilmi II al Instituto de Mursi Abul-Abbas en Alejandría. En 1917, el director Mohamed Karim estableció una compañía de producción en Alejandría. La compañía produjo dos películas: Dead Flowers y Honor the Bedouin, que se exhibieron en la ciudad de Alejandría a principios de 1918.[cita requerida]
Mientras que un número limitado de películas mudas se hicieron en Egipto desde 1896 (con Laila notable de 1927 como el primer largometraje), la industria cinematográfica de El Cairo se convirtió en una fuerza regional con la llegada del sonido, en un principio sólo parcial, en 1932. En 1930, "Zeinab" dirigida por Mohammed Karim es la primera película dirigida por un egipcio y en 1932 la película "Los hijos de papá" del propio Karim es la primera con sonido. La llegada del sonido trajo consigo el musical destacando "El warda el baida" ("La rosa blanca") de Karim. Se recurrió entonces a las estrellas radiofónicas como Umm Kalzum que debutó en 1936 con la película "Weddad".
Entre 1930 y 1936, varios pequeños estudios produjeron al menos 44 largometrajes. En 1936, Studio Misr, financiado por el industrial Talaat Harb, surgió como el principal equivalente egipcio de los principales estudios de Hollywood, un papel que la compañía mantuvo durante tres décadas. Los géneros se diversifican. Las obras teatrales que fueron un éxito pasan a formar parte de los argumentos del cine. Estos años destacan Togo Mizrahi que alternó comedia, musicales y melodramas; y Niazi Mostafa que permaneció en activo hasta 1987. Ahmed Galal se dedicó al cine histórico bajo la producción de Assia Dagher. En esta década destaca "El azima" ("La voluntad", 1939) dirigida por Kamal Selin. La película trata de manera realista los problemas sociales de la clase obrera.

### La edad de oro

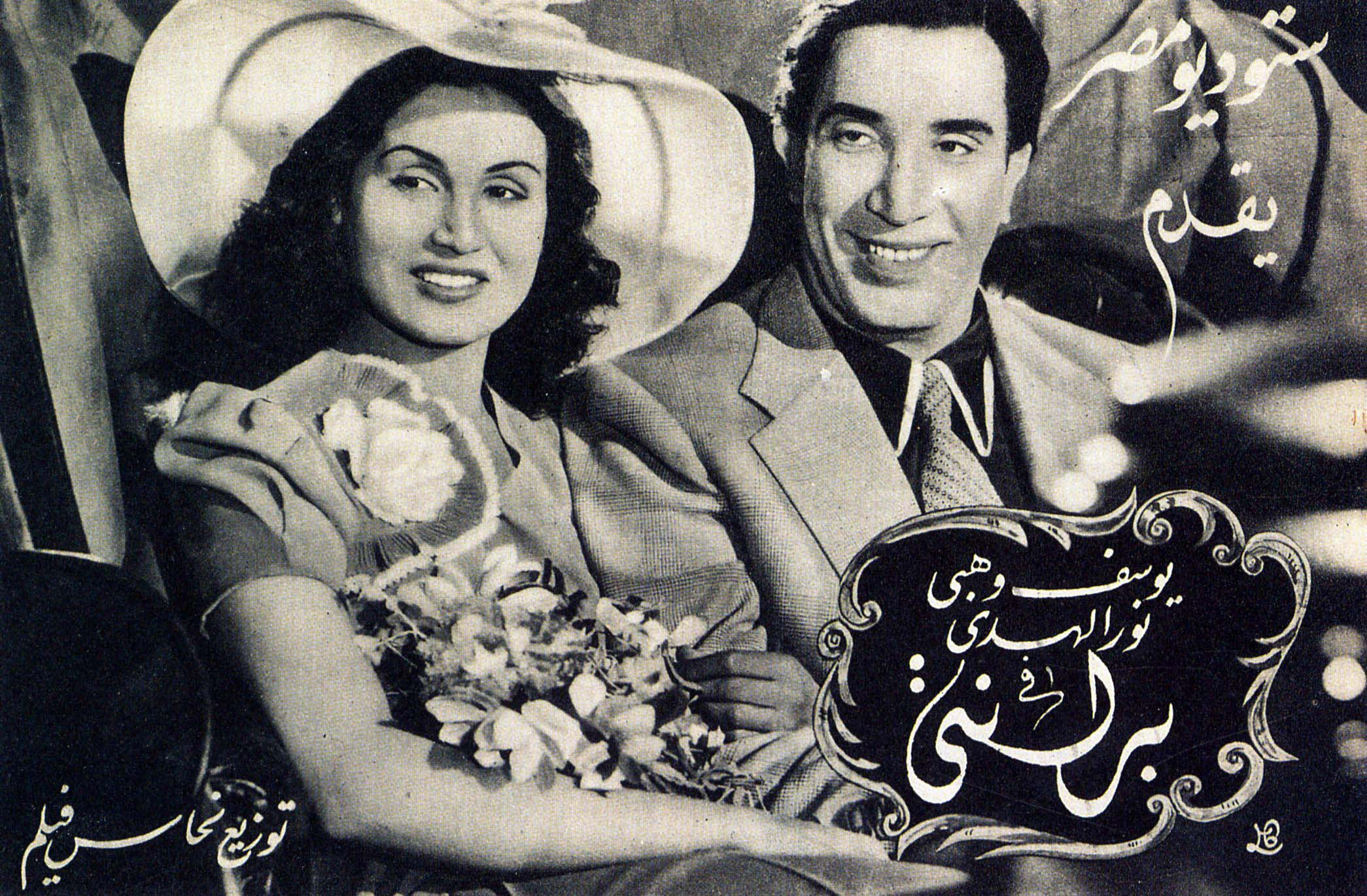
Cartel para la película egipcia Berlanti (1944).

Las décadas de 1940, 1950 y 1960 generalmente se consideran la edad de oro del cine egipcio. En la década de 1950, la industria cinematográfica de Egipto era la tercera más grande del mundo. Como en Occidente, las películas respondieron a la imaginación popular, la mayoría cayendo en géneros predecibles (los finales felices son la norma), y muchos actores haciendo carreras de tocar partes fuertemente tipadas. En palabras de un crítico, "si una película egipcia destinada a audiencias populares carecía de cualquiera de estos requisitos previos, constituía una traición del contrato no escrito con el espectador, cuyos resultados se manifestarían en la taquilla".
En 1940, el empresario y traductor Anis Ebeid estableció "Anis Ebeid Films", como la primera compañía de subtitulado en Egipto y Oriente Medio, trayendo cientos de películas estadounidenses y mundiales a Egipto. Más tarde ingresó en el negocio de distribución de películas también. A mitad de la década de los cuarenta surgen una serie de nuevos directores que se unen a los Ahmed Kamel Morsi, Badrakhan o Barakat. El musical es el género más importante de la década y el cantante libanés Farid al-Atrash y la bailarina Samia Gamal sus grandes figuras.
Los cambios políticos en Egipto después del derrocamiento del rey Farouk en 1952 traen consigo la ola realista de la que Salah Abu Seif y Youssef Chahine serán punta de lanza. La comedía se vuelve un género dominante destacando Fatin Abdel Wahab. La euforia que trajo la república hace que muchos directores se distancien de los géneros dominantes y emprendan nuevos caminos. Se comienza a abordar los temas sociales de la gente de a pie. Destacan "Hayat ou maut" ("Vida o muerte") de Kamal El Sheikh y "Gaaluni mujriman" ("Me han convertido en un asesino" de Atef Salem ambas de 1954. 
En la segunda mitad de la década de los cincuenta se realizan grandes películas cuyo guionista fue Naguib Mahfuz, futuro Premio Nobel de Literatura: "Darb al-mahabil" ("El callejón de los locos", 1955) dirigida por Tewfik Saleh y "El fatawa" ("El forzudo", 1957) de S. Abu Seif.

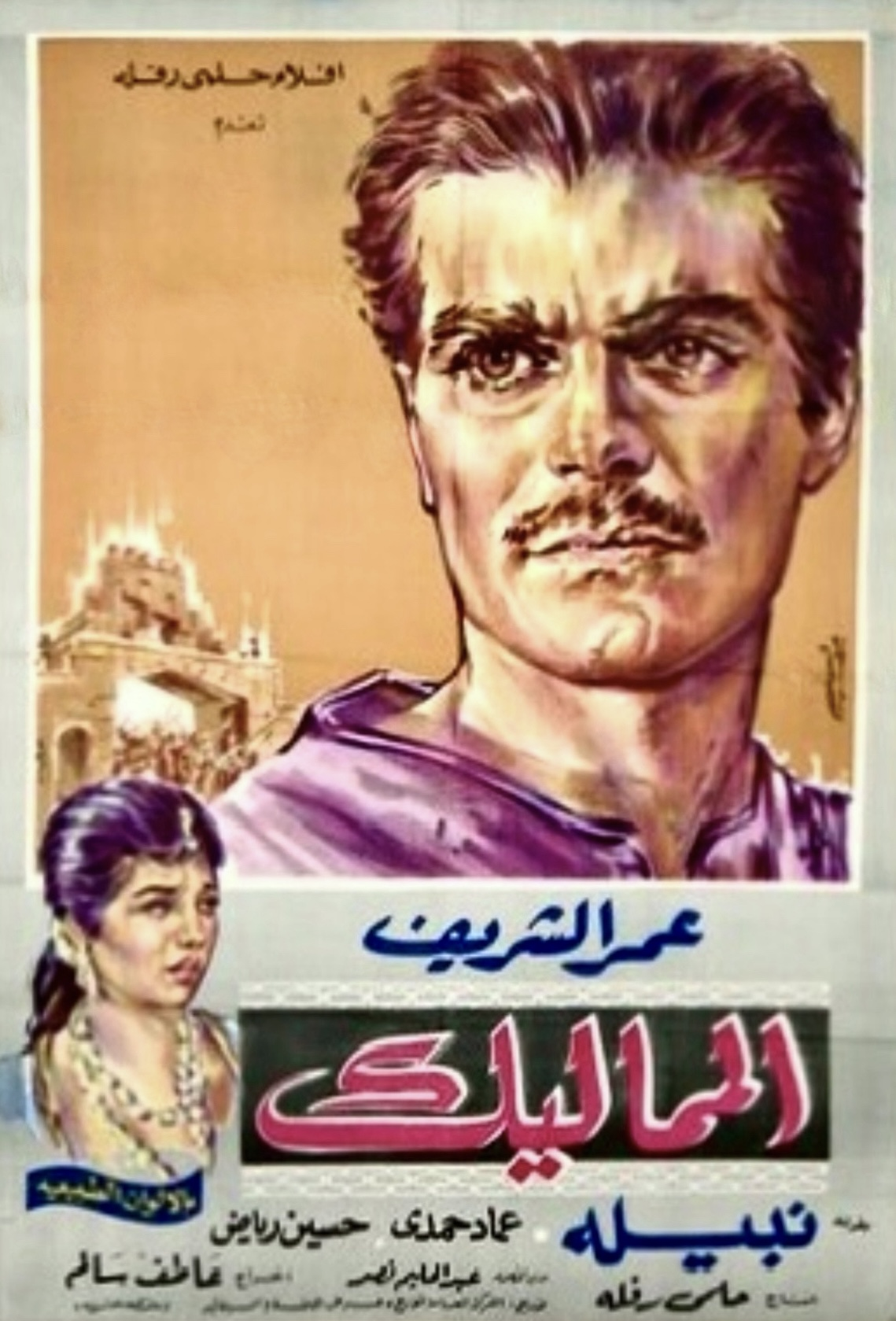
Cartel de El mamalik (1965)

Con la creación del Instituto Superior de Cine de El Cairo dependiente del Ministerio de Educación, el cine se convirtió en una herramienta para la política patriótica y antimperialista del Presidente Gamal Abdel Nasser con películas como "Port Said" de Ezzel Dine Zulficar (1957) y "Ard al-Salam" de El Sheikh (1957). Solo T. Saleh, que acabará exiliado primero en Siria y luego en Iraq, a pesar de sus numerosos fracasos en taquilla no hizo cine comercial o político.
En 1963, la industria cinematográfica egipcia había sido nacionalizada. Como es el caso con respecto a todos los asuntos durante ese período, entonces se pueden encontrar opiniones diametrales sobre la industria del cine. En palabras de Ahmed Ramzi, un hombre líder de la época, "se fue a los perros". La "mano fuerte del gobierno" que acompañó la nacionalización del cine egipcio "sofocó las tendencias innovadoras y minó su dinamismo".[cita requerida]
Considerando una revisión moderada bastante moderna como la dada por el Festival Internacional de Cine de Dubái, la mayoría de las 44 películas egipcias que figuran en las mejores 100 películas árabes de todos los tiempos fueron producidas durante ese período. Títulos notables incluidos "Al-Mummia" (1969) de Shadi Abdel Salam, "Estación Central" de Chahine y "El cartero" de Hussein Kamal.
La derrota egipcia frente a Israel trajo grandes repercusiones en el mundo cinematográfico donde a partir de ese momento nació una desconfianza mutua entre Estado y mundo del cine y las películas críticas con el gobierno se multiplican. En 1968 se rueda la última comedia musical de importancia bajo la dirección de Kamal y protagonizada por Abdel Halim Hafez y Nadia Lutfi: "Abi foq al-Shagara" ("Mi padre está subido a un árbol"). Hasta 1972 los temas más graves pasan a primer plano y con la creación del cineclub de El Cairo los cineastas reivindicaron un cine más vanguardista y documental destacando entre otras "Al-Mummia" y "Al-ard" ("La tierra").
En la década de 1970, las películas egipcias lograron un equilibrio entre la política y el entretenimiento. Películas como Khalli Balak min Zouzou de 1972 (cuidado con Zouzou), protagonizada por "La Cenicienta del cine árabe", Souad Hosny, buscaron equilibrar la política y el atractivo de la audiencia. Zouzou integró la música, la danza y las modas contemporáneas en una historia que equilibraba el fermento universitario con el melodrama familiar.
Tras la muerte de Nasser . el ascenso de Anwar el-Sadat y el surgimiento de una nueva camada de directores surgen numerosas películas críticas con el antiguo gobierno: "Al-asfour" de Chahine, "Orid hallan" ("Los culpables") de Said Marzouk o "Al-Karnak" de Ali Badrakhan.

### Periodo de transición
A la mitad de los setenta nace el Grupo del Nuevo Cine que reclaman una mayor libertad en la elección de la temática, un realismo más crudo y una escritura menos academicista. Una década después el Grupo adquirió fuerza. Estaba formado por Mamduh Shukry, Ali Abdel-Khalek, Mohamed Radhi, Atef El-Tayeb y Mohamed Khan entre otros. Estos nuevos realistas narraron la vida social y política de Egipto. Entre sus películas están: "Zilal filganib alakhar" (1973), "Zaier el-fager" (1973/75), "Ahl al-qimma" (1981) y "Oyun la tanam" entre otras.
A fines de los años setenta y en los ochenta, la industria cinematográfica egipcia estuvo en declive, con el surgimiento de lo que se denominó "películas de contratistas", las dificultades económicas y la censura política y religiosa. El actor Khaled El Sawy los describió como películas "donde no hay historia, ni actuación ni calidad de producción de ningún tipo ... películas de fórmula básica que apuntan a ganar dinero rápido". La cantidad de películas producidas también disminuyó, de casi 100 películas por año en el mejor momento de la industria a alrededor de una docena en 1995. Durante la mayor parte de 1980, el cineasta de Alemania Occidental Teod Richter trabajó en El Cairo filmando lo que sería su última película, el minuto 248 característica silenciosa "Memory Through Tales Told".

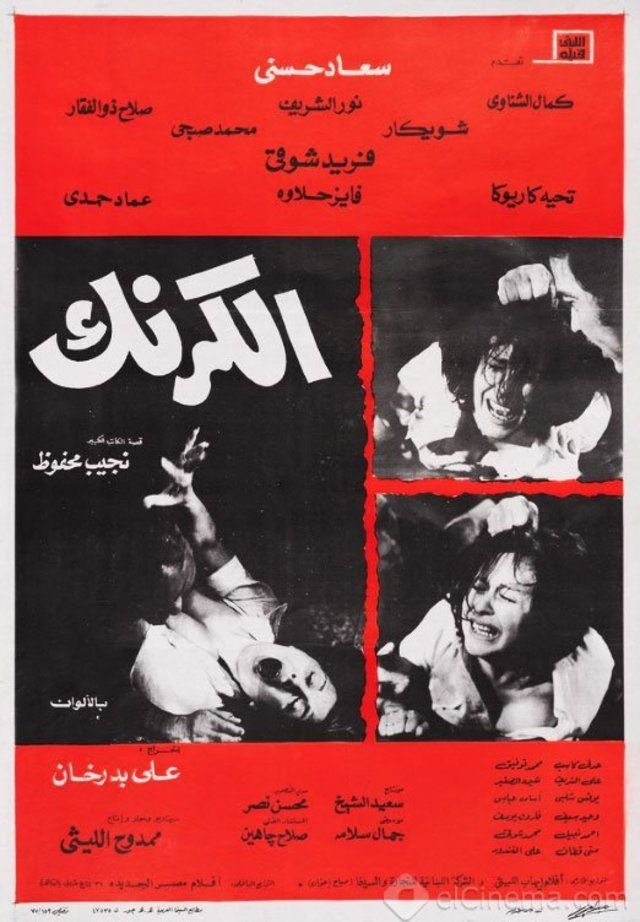
Cartel de Al-Karnak, 1975

Durante este tiempo destacan Abu Seif con al-Saqqa mat (El aguador ha muerto, 1977) y una trilogía autobiográfica de Chahine, a estas alturas muy admirado en el extranjero, compuesta por "Iskanderija... lih?" ("Alejandría...¿Por qué?", 1979), "Hadduta misrija" ("La memoria", 1982) e "Iskanderija, kaman oue kaman" ("Alejandría, de nuevo y siempre", 1990). Otra película de Chahine, "Al-mohager" ("El emigrante", 1994), encontró problemas con la censura.
A finales de los ochenta y principios de los noventa surgen nuevos directores que siguieron el camino de Khan y Daoud Abdel Sayed. El primero rodó esos años "Awdat mowatin" ("El retorno de un ciudadano", 1987) y "Zawgat ragol mohim" ("La esposa de un hombre importante", 1987) y el segundo "Kit Kat" (1991), una comedia basada en una novela de Ibrahim Aslan. Entre los nuevos directores destacan Yousry Nasrallah y Sherif Arafa. Surge la temática del yihadismo que azotó en los noventa el país: "Batal min warak" (1989), "Al-irhab wal kabab" (1992) y "Al-irhabi" (1994).
Los éxitos internacionales de Chahine con "Al-massir" y "L´Autre" no ocultaron una crisis que duró hasta el verano de 1997, con "Ismailia rayeh gay" ("Ismailia, ida y vuelta"). La comedia asombró a la industria cinematográfica, que disfrutó de un éxito sin precedentes y proporcionó grandes ganancias a los productores, presentando a Mohammed Fouad (un famoso cantante) y Mohammed Henedy, un actor bastante desconocido que se convirtió en la estrella cómica número uno. Sobre la base del éxito de esa película, varias películas de comedia fueron lanzadas en los años siguientes.

### Presente
Desde la década de 1990, el cine de Egipto ha ido en direcciones diferentes. Las películas de arte más pequeñas atraen algo de atención internacional, pero la asistencia es escasa en el hogar. Películas populares, a menudo comedias amplias como "Sabahu kadab" (2007) y las obras extremadamente rentables del comediante Mohamed Saad, una batalla para mantener al público atraído por las películas occidentales o, cada vez más, receloso de la inmoralidad percibida del cine.[cita requerida]
Algunas producciones, como "Sahar Al-Laiali" ("Noches blancas") de 2003, historias entrelazadas de cuatro parejas burguesas dirigida por Hani Khalifa e "Omaret Yakobean" ("El edificio Yacobian", 2006), primera película de Marwan Hamed, superan esta división gracias a su combinación de alta calidad artística y atractivo popular. "Omaret Yakobean", adaptación del best-seller del mismo nombre obra de Alaa El-Aswany, era en ese momento la película que contó con mayor presupuesto de la historia del cine del país. Algunos directores veteranos siguen con su carrera o la retoman llegando incluso a reconvertirse al formato digital. Películas destacada de la primera mitad de la década son: "Mafia" (2002) de Arafa, "La Porte su soleil" (2004) de Yousry Nasralah, "Al-Onf wal sokhreya" (2004) de Asmaa El-Bakry,  de Arafa o "Halim" de Ahmed Zaki (2006).
Diversas películas afirmaron los derechos de las mujeres y pusieron en cuestión los principios morales y religiosos sobre todo en materia de la sexualidad dividiendo a generaciones y desembocando en violentas polémicas. Asi en 2001 Inas Al Degheidy dirigió "Mothakerat Morahkah" ("Diario de una adolescente") en 2005 "Al Bahethat an al horeya" en la que tres musulmanes sueñan con cambiar de vida marchandose a París. Por otra parte Oussama Morahkah narró la historia de una familia cristiana de los años sesenta con norma de conductas liberticidas en "Baheb el cima" (2004).  Otro caso destacado es el de "Dunia" (2005) dirigida por la libanesa Jocelyne Saab, que no había dirigido desde 1985, censurada en Egipto y aclamada por crítica internacional. En 2006, se lanzó la película "Awkat Faragh" de Mary Badeer y Mohammed Moustafa. Una crítica social sobre el declive de la juventud egipcia, la película fue producida con un bajo presupuesto y con los consiguientes bajos valores de producción. La película, sin embargo, se convirtió en un éxito. Su controvertido tema, a saber, los trasfondos sexuales en la sociedad actual, fue visto como una confirmación de que la industria estaba empezando a correr riesgos.
El año 2007, sin embargo, vio un aumento considerable en el número de películas egipcias realizadas. En 1997, el número de largometrajes egipcios creados fue 16; 10 años después, ese número había aumentado a 40. Los registros de taquilla también han aumentado significativamente, ya que las películas egipcias ganaron alrededor de $ 50 millones, mientras que las películas estadounidenses, en comparación, ganaron $ 10 millones.
Un desafío importante que enfrentan los académicos, estudiantes y fanáticos egipcios e internacionales del cine egipcio es la falta de recursos en términos de trabajos publicados, copias preservadas y disponibles de las películas mismas y el desarrollo en Egipto de instituciones estatales y privadas dedicadas al estudio y preservación de películas. El Egyptian National Film Centre (ENFC), que teóricamente contiene copias de todas las películas realizadas después de 1961, según un investigador de cine egipcio, "lejos de ser una biblioteca, alberga montones de latas oxidadas que contienen copias veladas".